# Alexander Heinrich Alef
Alexander Heinrich Alef (* 2. Februar 1885 in Köln; † 16. Februar 1945 im KZ Dachau) war ein deutscher katholischer Priester.

## Leben und Beruf

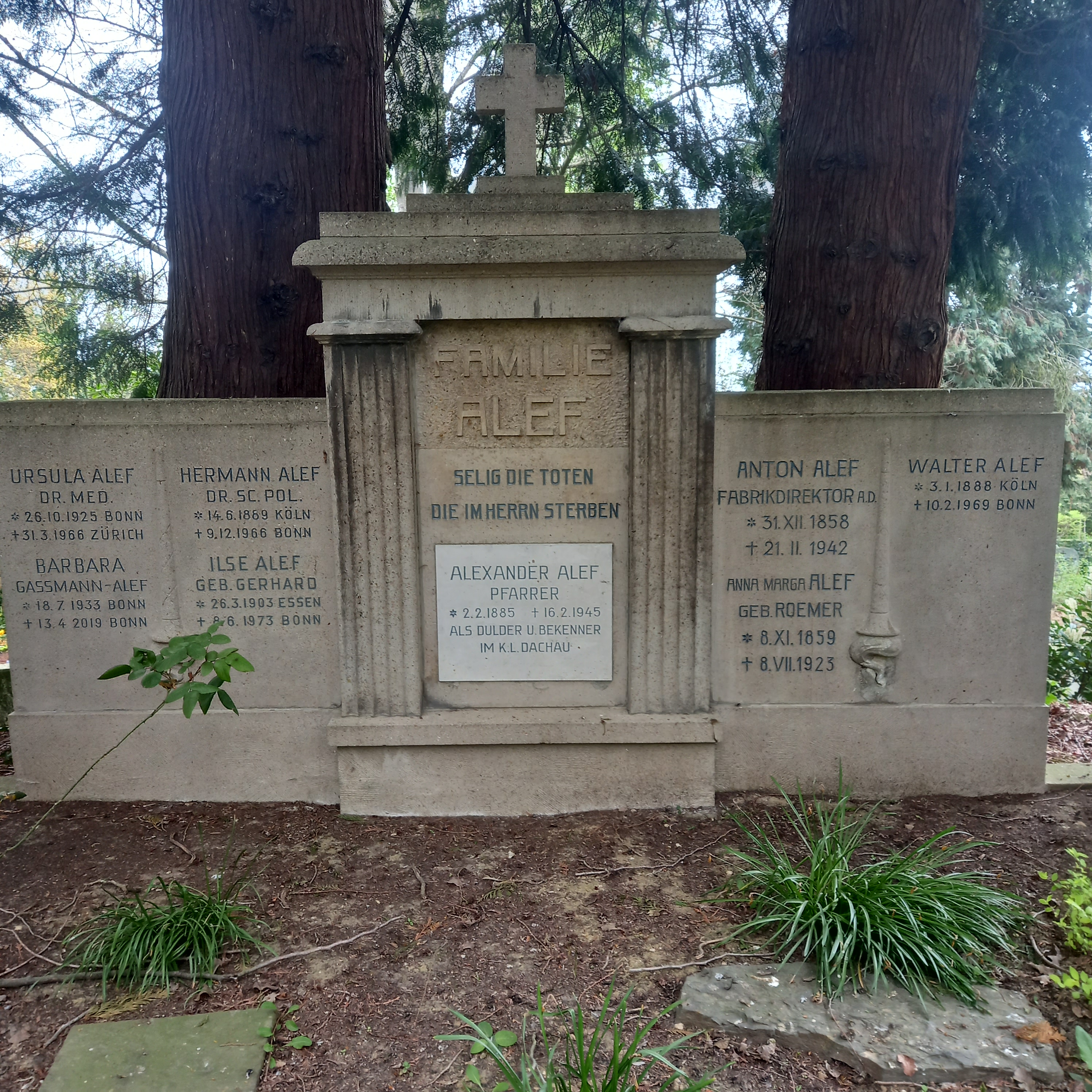
Das Grab von Alexander Heinrich Alef im Familiengrab auf dem Poppelsdorfer Friedhof in Bonn

Seine Eltern waren Anton Alef, Betriebsdirektor in der Wandplattenfabrik Ludwig Wessel in Bonn  und Anna Alef, geb. Römer. Alef wurde zwar in Köln geboren, wuchs jedoch in Bonn auf. Am 1. August 1909 wurde er durch Kardinal Fischer in der Kapelle des Erzbischöflichen Priesterseminars in Köln zum Priester geweiht.
Einige seiner Dienststellen waren am 15. Oktober 1909 als Hauskaplan in Fliesteden, dann ab 21. Februar 1910 als Rektor am Sankt-Antonius-Hospital in Bayenthal. Ab dem 14. Oktober 1910 war er als Vikar in Gerderath und vom 2. September 1914 an als Rektor in Delhoven. 1915 erkrankte er so schwer, dass er von seiner Stelle entbunden wurde. 1920 wurde er dann wieder als Hausgeistlicher im Sankt Josephskloster in Zündorf und drei Jahre später, am 8. Mai 1923, wurde er Rektor in Holtorf. Doch schon am 12. November 1925 wurde er wieder aus gesundheitlichen Problemen in den zeitweiligen Ruhestand versetzt. Am 20. Oktober 1930 wurde er dann auf Grund einer Apostolischen Vollmacht des Erzbischofs von Köln zum Pfarrer in Sievernich.

## Verfolgung und Tod
Ab 1933 begannen für ihn die Schwierigkeiten mit dem neuen NS-Regime im damals 368 Einwohner zählenden Ort Sievernich. Alef weigerte sich beharrlich, an Kundgebungen am Gefallenendenkmal teilzunehmen. Im Herbst 1934 hatte Alef zudem dem Sohn von Ferdinand Keill, damaliger Bürgermeister von Vettweiß, Ohrfeigen verpasst, weil dieser wegen eines "Fahneneids" der Hitlerjugend nicht zum Gottesdienst erschienen war. Er wurde wiederholt bei der örtlichen NSDAP denunziert und von den Behörden angeklagt, es kam jedoch nie zu einer Verurteilung. Schließlich schrieb der Regierungspräsident am 17. Oktober 1934 einen Brief an Alefs Vorgesetzten:
„Das Gesamtverhalten des Pfarrers läßt eine so starke Abneigung gegen die neue politische Führung, verbunden mit einer tiefen seelischen Depression, erkennen, daß ich Eure Exzellenz bitte zu erwägen, daß Pfarrer Alef seinen Wirkungsort wechselt und durch eine Persönlichkeit ersetzt wird, welcher auch von staatswegen der Religionsunterricht unbedenklich anvertraut werden könnte“
Am 23. November 1935 wurde ihm die Zulassung zum Religionsunterricht entzogen und er hielt sich fortan öffentlich zurück. Im September 1943 forderte Alef in einer Sonntagspredigt die Kinder dazu auf, vor der HJ-Versammlung zum Religionsunterricht zu kommen. Zwei Tage später erschien die Gestapo, verhörte die Kinder und durchsuchte die Pfarrei. Zwei weitere Tage später erhielt Alef ein Tätigkeitsverbot und die Ausweisung aus dem Bistum Aachen. Er fand Unterschlupf in der Abtei Marienstatt, musste sich jedoch regelmäßig bei der Polizei melden. Im Dezember 1943 musste er die Abtei verlassen und kam ins Cellitinnenkloster in Niederau bei Düren, wo er sich ebenfalls bei der örtlichen Polizei zu melden hatte. Der behandelnde Chefarzt des Hospitals in Birkesdorf schrieb ihn zwar mehrfach haftunfähig und bot Alef sogar einen Unterschlupf bei seiner Mutter im nahen Ausland an, doch Alef lehnte alle Hilfe ab. Im Februar 1944 wurde Alef schließlich von der Gestapo abgeholt und in das Aachener Gefängnis gebracht. Von dort kam er Anfang September in das Messelager Köln. Von dort wurde er zusammen mit weiteren Internierten wie Josef Baumhoff, Otto Gerig, Joseph Roth und Peter Schlack am 16. September 1944 ins KZ Buchenwald deportiert und erhielt die Häftlingsnummer 81347. Dort betete er täglich gemeinsam mit diesen und weiteren Politikern eine Novene.
Pfarrer Alef war ab 3. Oktober 1944 wegen Durchfall im Krankenbau des KZ, Körpergewicht 48 kg.  Dort wurde er am 30. Oktober 1944 von SS-Hauptsturmführer Gerhard Schiedlausky operiert, (Resektion von 6 cm Mastdarm) mit lokaler Betäubung. Pfarrer Alef war noch bis zum 29. Dezember 1944 im Krankenbau von Buchenwald und wurde von dort zum Sterben ins KZ Dachau deportiert.
Am 6. Januar 1945 traf er mit weiteren 46 Priestern im KZ Dachau ein, wo er die Häftlingsnummer 137 367 und die postalische Adresse: 136 Dachau 3. K Block 17/4 erhielt. Schließlich verstarb er am 16. Februar 1945 und wurde im KZ-eigenen Krematorium verbrannt.

## Ehrungen
- Am 21. Oktober 1960 wurde von der Gemeindevertretung Sievernich die Kirchstraße am Pfarrhaus in Pfarrer-Alef-Straße umbenannt.
- Die katholische Kirche hat Pfarrer Alef im Jahr 1999 als Glaubenszeugen in das deutsche Martyrologium des 20. Jahrhunderts aufgenommen.